# 七塚町
七塚町（ななつかまち）は、かつて石川県にあった町。金沢市への通勤率は26.9%（平成12年国勢調査）。
2004年3月1日に河北郡高松町、七塚町及び宇ノ気町を廃し、その区域をもってかほく市を設置する。

## 地理
- 日本海
- 白尾海岸
- 外日角海岸
- 中浜山

## 歴史

### 沿革
- 1889年4月1日 町村制の施行により、河北郡外日角村、白尾村、木津村、松浜村、遠塚村、浜北村及び秋浜村を廃し、その区域をもって河北郡七塚村を設置する。当時7人の侍の墓があったことが村の名称の由来とされている。
- 1940年2月11日 町制施行して、河北郡七塚町となる。
- 2004年3月1日 河北郡高松町、七塚町及び宇ノ気町を廃し、その区域をもってかほく市を設置する。

## 行政

### 町長
| 代 | 人 | 氏名         | 就任                       | 退任                       | 備考 |
| -- | -- | ------------ | -------------------------- | -------------------------- | ---- |
| 1  | 1  | 白川治       | 1889年（明治22年）6月2日   | 1893年（明治26年）6月12日  |      |
| 2  | 1  | 白川治       | 1893年（明治26年）6月28日  | 1894年（明治27年）3月17日  |      |
| 3  | 2  | 今井二郎     | 1894年（明治27年）7月2日   | 1898年（明治31年）7月1日   |      |
| 4  | 2  | 今井二郎     | 1898年（明治31年）8月10日  | 1902年（明治35年）8月8日   |      |
| 5  | 2  | 今井二郎     | 1902年（明治35年）9月5日   | 1905年（明治38年）5月16日  |      |
| 6  | 3  | 高橋由太郎   | 1905年（明治38年）7月7日   | 1906年（明治39年）12月31日 |      |
| 7  | 4  | 能任七左衛門 | 1907年（明治40年）1月29日  | 1907年（明治40年）6月28日  |      |
| 8  | 5  | 南佐次兵衛   | 1907年（明治40年）8月1日   | 1910年（明治43年）6月14日  |      |
| 9  | 6  | 金子喜一     | 1910年（明治43年）12月27日 | 1911年（明治44年）1月18日  |      |
| 10 | 7  | 亀田喜一郎   | 1911年（明治44年）1月18日  | 1912年（明治45年）3月25日  |      |
| 11 | 7  | 亀田喜一郎   | 1912年（明治45年）6月6日   | 1915年（大正4年）10月27日  |      |
| 12 | 7  | 亀田喜一郎   | 1915年（大正4年）11月25日  | 1919年（大正8年）11月24日  |      |
| 13 | 7  | 亀田喜一郎   | 1919年（大正8年）12月10日  | 1923年（大正12年）12月9日  |      |
| 14 | 8  | 北田真一     | 1924年（大正13年）2月18日  | 1928年（昭和3年）2月18日   |      |
| 15 | 8  | 北田真一     | 1928年（昭和3年）2月28日   | 1929年（昭和4年）7月1日    |      |
| 16 | 9  | 赤井久一     | 1929年（昭和4年）7月11日   | 1933年（昭和8年）4月1日    |      |
| 17 | 10 | 紺谷次太郎   | 1933年（昭和8年）6月1日    | 1935年（昭和10年）12月5日  |      |
| 18 | 11 | 油野長市     | 1936年（昭和11年）1月8日   | 1937年（昭和12年）10月22日 |      |
| 19 | 12 | 能任七松     | 1939年（昭和14年）2月14日  | 1940年（昭和15年）2月10日  |      |

| 代 | 人 | 氏名       | 就任                      | 退任                       | 備考       |
| -- | -- | ---------- | ------------------------- | -------------------------- | ---------- |
| 1  | 1  | 能任七松   | 1940年（昭和15年）2月11日 | 1941年（昭和16年）11月22日 |            |
| 2  | 2  | 油野長市   | 1942年（昭和17年）1月9日  | 1943年（昭和18年）5月18日  |            |
| 3  | 3  | 髭豊       | 1943年（昭和18年）5月29日 | 1946年（昭和21年）11月11日 |            |
| 4  | 4  | 新甫善作   | 1947年（昭和22年）4月5日  | 1951年（昭和26年）4月4日   |            |
| 5  | 5  | 釜田列和   | 1951年（昭和26年）4月23日 | 1953年（昭和28年）8月14日  |            |
| 6  | 6  | 松居又三   | 1953年（昭和28年）8月26日 | 1955年（昭和30年）7月20日  |            |
| 7  | 7  | 遠塚谷衞   | 1955年（昭和30年）8月16日 | 1959年（昭和34年）8月15日  |            |
| 8  | 8  | 田丸仁三郎 | 1959年（昭和34年）8月16日 | 1963年（昭和38年）8月15日  |            |
| 9  | 9  | 紺谷忠治   | 1963年（昭和38年）8月16日 | 1967年（昭和42年）8月15日  |            |
| 10 | 10 | 表秋夫     | 1967年（昭和42年）8月16日 | 1971年（昭和46年）8月15日  |            |
| 11 | 10 | 表秋夫     | 1971年（昭和46年）8月16日 | 1975年（昭和50年）8月15日  |            |
| 12 | 10 | 表秋夫     | 1975年（昭和50年）8月16日 | 1979年（昭和54年）8月15日  |            |
| 13 | 10 | 表秋夫     | 1979年（昭和54年）8月16日 | 1983年（昭和58年）8月15日  |            |
| 14 | 11 | 油野和正二 | 1983年（昭和58年）8月16日 | 1987年（昭和62年）8月15日  |            |
| 15 | 11 | 油野和正二 | 1987年（昭和62年）8月16日 | 1991年（平成3年）8月15日   |            |
| 16 | 11 | 油野和正二 | 1991年（平成3年）8月16日  | 1992年（平成4年）3月4日    | 在職中死去 |
| 17 | 12 | 東与市     | 1992年（平成4年）4月12日  | 1996年（平成8年）4月11日   |            |
| 18 | 12 | 東与市     | 1996年（平成8年）4月12日  | 2000年（平成12年）4月11日  |            |
| 19 | 13 | 油野和一郎 | 2000年（平成12年）4月12日 | 2004年（平成16年）2月29日  |            |

## 地域

### 教育
- 七塚町立河北台中学校
- 七塚町立七塚小学校
- 七塚町立外日角小学校

## 交通

### 道路
- 一般国道
  - 国道159号
- 主要地方道
  - 石川県道60号金沢田鶴浜線 （能登有料道路、金沢能登連絡道路、能登海浜道路）
    - 白尾IC、白尾TB

  - 石川県道56号七塚宇ノ気線（月浦白尾インターチェンジ連絡道路）
  - 石川県道60号金沢田鶴浜線・能登海浜自転車道
- 一般県道
  - 石川県道162号高松内灘線
  - 石川県道225号木津横山停車場線